# Ms. Marvel (phim truyền hình)
Ms. Marvel (tạm dịch tiếng Việt: Quý cô Marvel) là bộ phim truyền hình ngắn tập Mỹ do Bisha K. Ali tạo ra cho dịch vụ phát trực tuyến Disney+, dựa trên nhân vật Marvel Comics Kamala Khan / Ms. Marvel. Đây dự định là loạt phim truyền hình thứ bảy trong Vũ trụ Điện ảnh Marvel (MCU) do Marvel Studios sản xuất, chia sẻ tính liên tục với các phim của loạt phim này. Ali đóng vai trò là biên kịch chính cùng với Adil El Arbi và Bilall Fallah lãnh đạo nhóm chỉ đạo.
Iman Vellani đóng vai chính Kamala Khan / Ms. Marvel, cùng với Matt Lintz , Yasmeen Fletcher, Zenobia Shroff, Mohan Kapur, Saagar Shaikh, Laurel Marsden, Azhar Usman, Rish Shah, Arian Moayed, Alysia Reiner, Laith Nakli, Nimra Bucha và Travina Springer cũng đóng vai chính. Bộ phim được công bố với sự tham gia của Ali vào tháng 8 năm 2019. Vellani được chọn vào tháng 9 năm 2020, với El Arbi và Fallah, Meera Menon và Sharmeen Obaid-Chinoy được thuê làm đạo diễn của bộ phim. Phim bắt đầu quay vào đầu tháng 11 năm 2020, quay ở Atlanta, Georgia, và New Jersey, trước khi kết thúc tại Thái Lan vào tháng 5 năm 2021.
Ms. Marvel dự kiến khởi chiếu vào ngày 8 tháng 6 năm 2022 và sẽ gồm sáu tập. Đây sẽ là một phần của Giai đoạn Bốn của MCU. Loạt phim sẽ đóng vai trò thiết lập cho phần phim The Marvels (2023), trong đó Vellani sẽ đóng lại vai Khan cùng với các diễn viên bổ sung từ loạt phim. Bộ phim đã nhận được những đánh giá tích cực, đặc biệt là lời khen ngợi dành cho màn trình diễn của Vellani.

## Nội dung
Kamala Khan, một fangirl của Avengers, đặc biệt là Carol Danvers / Captain Marvel, phải vật lộn để hòa nhập cho đến khi cô ấy có được sức mạnh của riêng mình.

## Diễn viên
- Iman Vellani trong vai Kamala Khan / Ms. Marvel:
Một học sinh trung học người Mỹ gốc Pakistan 16 tuổi đến từ Thành phố Jersey, là một họa sĩ đầy tham vọng và là một game thủ cuồng nhiệt, đồng thời viết tiểu thuyết về những người hâm mộ siêu anh hùng về những anh hùng như Captain Marvel. Khan có khả năng khai thác năng lượng vũ trụ và tạo ra các cấu trúc ánh sáng cứng từ một chiếc vòng ma thuật. Đồng điều hành sản xuất Sana Amanatcho biết Khan đã mang đến một "góc nhìn có cơ sở" cho MCU với "đôi mắt sáng và háo hức". Vellani cho biết Khan thích sự đơn giản của một cuộc sống với quyền lực, thay vì lo lắng về trường trung học, con trai và các mối quan hệ, bộ phim gia đình, văn hóa và tôn giáo. Cô ấy cũng nói thêm rằng nhân vật này "cảm thấy rất giống tôi" do họ có xuất thân, dân tộc và tình yêu đối với vũ trụ Marvel giống nhau.
- Matt Lintz trong vai Bruno Carrelli: Bạn thân nhất của Kamala. Lintz gọi Carrelli là "rất trung thành" với Kamala, hơn thế nữa sau khi cô có được sức mạnh của mình, vì nó tạo ra một động lực mới giữa họ.
- Yasmeen Fletcher trong vai Nakia Bahadir:
Bạn thân của Kamala. Fletcher gọi Bahadir là một "nhân vật mạnh mẽ", người "kiên định và sẵn sàng chiến đấu cho bất cứ điều gì mà cô ấy tin tưởng", cũng như một nhân vật "phá vỡ rất nhiều định kiến về các cô gái trùm khăn trùm đầu". Giám đốc Meera Menon cảm thấy Bahadir có "khả năng giao tiếp tự tin" khi cần, trong khi vẫn là "một đứa trẻ tuổi teen dễ bị tổn thương, có thể hình dung nó như những người khác".  Trong Ms., Bahadir là người Mỹ gốc Liban và chủng tộc hỗn hợp, giống như Fletcher, so với phiên bản truyện tranh là người Mỹ gốc Thổ Nhĩ Kỳ.
- Zenobia Shroff trong vai Muneeba Khan:
Mẹ của Kamala và vợ của Yusuf. Bà nghiêm khắc với Kamala hơn Yusuf, Shroff nói rằng điều đó xuất phát từ việc cô ấy biết tiềm năng của Kamala trong khi vẫn muốn "bảo vệ cô ấy khỏi tất cả những điều đó".
- Mohan Kapur trong vai Yusuf Khan:
Cha của Kamala và chồng của Muneeba. Kapur mô tả Yusuf là "một người đàn ông ấm áp, chu đáo, giàu lòng trắc ẩn", người hiểu rõ về Kamala và ước mơ của cô ấy hơn Muneeba.
- Saagar Shaikh trong vai Aamir Khan:
Anh trai của Kamala. Shaikh mô tả Aamir là "loại người xa cách và không hài hước như anh ấy nghĩ", người rất sùng đạo và là người trung gian giữa Kamala và cha mẹ của họ.
- Laurel Marsden trong vai Zoe Zimmer: Cô gái nổi tiếng nhất trường trung học Kamala và là người có ảnh hưởng trên mạng xã hội.
- Azhar Usman trong vai Najaf: Một người bán đồ ăn halal quen biết với Kamala.
- Rish Shah trong vai Kamran:
Một chàng trai mà Kamala phải lòng. Shah tin rằng Kamran có thể liên hệ với Kamala dễ dàng như vậy bởi vì anh ta "thiếu sự thân thuộc và cộng đồng" và có thể thể hiện bản thân một cách văn hóa xung quanh cô ấy.
- Arian Moayed trong vai P. Cleary: Một đặc vụ của Cục Kiểm soát Thiệt hại (DODC).
- Alysia Reiner trong vai Sadie Deever: Một đặc vụ DODC làm việc với Cleary.
- Laith Nakli trong vai Sheikh Abdullah: Một lãnh tụ tại nhà thờ Hồi giáo của Kamala.
- Nimra Bucha trong vai Najma: Mẹ của Kamran và một Djinn, người là thủ lĩnh của Clandestines đang cố gắng trở về chiều không gian Noor quê hương của họ sau khi bị lưu đày trên Trái đất.
- Travina Springer trong vai Tyesha Hillman: Chị dâu của Kamala và vợ của Aamir.

- Adaku Ononogbo trong vai Fariha: Một thành viên của Clandestine, người cầm giáo.
- Samina Ahmad vai Sana: Bà của Kamala sống ở Karachi, Pakistan. Zion Usman đóng vai Sana thời trẻ.
- Fawad Khan trong vai Hasan: Ông cố của Kamala.
- Mehwish Hayat trong vai Aisha: Bà cố của Kamala, và là chủ sở hữu ban đầu của chiếc vòng.
- Farhan Akhtar trong vai Waleed: Thủ lĩnh của Red Daggers, một nhóm cảnh giác đeo khăn quàng đỏ và cầm dao ném.
- Aramis Knight trong vai Kareem / Red Dagger:
Một thành viên của Red Daggers. Knight được huấn luyện với một huấn luyện viên phương ngữ để anh có thể nói tiếng Urdu và giọng Pakistan để "trông giống như một đứa trẻ đến từ Karachi" và "thực sự hạnh phúc khi đại diện cho nền văn hóa".

Tái hiện trong loạt phim là Anjali Bhimani và Sophia Mahmud trong vai dì Ruby và Zara. Các ngôi sao khách mời khác bao gồm Jordan Firstman trong vai cố vấn học đường Gabe Wilson; Ali Alsaleh và Dan Carter trong vai Aadam và Saleem, các thành viên của Clandestine, người lần lượt sử dụng chùy vàng và roi điện; Vardah Aziz và Asfandyar Khan lần lượt là anh chị em họ của Kamala là Zainab và Owais;  và Alyy Khan trong một vai trò không được tiết lộ. Ryan Penagos, phó chủ tịch và giám đốc điều hành sáng tạo tại Marvel New Media, xuất hiện với tư cách khách mời là người tổ chức cuộc thi cosplay tại AvengerCon. Các đạo diễn Adil El Arbi và Bilall Fallah lần lượt xuất hiện với tư cách là một người đàn ông trong nhà thờ Hồi giáo và một trong những "Nhà thờ Hồi giáo", trong khi Amanat khách mời trong đám cưới của Aamir và Hillman.

## Các tập phim
| TT. | Tiêu đề                                 | Đạo diễn              | Biên kịch                                                                                | Ngày phát sóng gốc  |
| --- | --------------------------------------- | --------------------- | ---------------------------------------------------------------------------------------- | ------------------- |
| 1 | "Generation Why / Thế hệ 'Why'"         | Adil & Bilall         | Bisha K. Ali                                                                             | 8 tháng 6 năm 2022  |
| Kamala Khan là một học sinh trung học 16 tuổi và là fangirl của Avengers , đặc biệt là Captain Marvel. Sau khi trượt một bài kiểm tra lái xe khác và gặp cố vấn trường học Gabe Wilson, Kamala và người bạn thân nhất của cô ấy là Bruno Carrelli đã hoàn thành bộ cosplay Captain Marvel cho "AvengerCon" trong khi tránh mặt cha mẹ nghiêm khắc của mình, Yusuf và Muneeba. Kamala nhận được một gói vật phẩm từ bà cô, bao gồm một chiếc vòng vàng, nhưng Muneeba coi nó như đồ bỏ đi. Sau khi không thuyết phục được cha mẹ để cô đến AvengerCon, Kamala và Bruno đã lén lút ra ngoài và tham dự bằng mọi cách, lấy chiếc vòng tay như một phần trong bộ đồ cosplay của cô ấy. Sau khi đến đó và mặc quần áo, cô ấy mặc nó vào, nhưng nó khiến cô ấy phóng ra các cấu trúc của năng lượng vũ trụ, vô tình gây ra sự tàn phá. Giữa sự hỗn loạn, Kamala đã sử dụng cô ấy sức mạnh để cứu người bạn cùng lớp của cô là Zoe Zimmer khỏi bị ngã. Bruno vội vã chạy về nhà Kamala, nơi mẹ cô đang quẫn trí cầu xin cô tập trung vào câu chuyện của riêng mình. Trong một cảnh mid-credit, đặc vụ P. Cleary của Cục Kiểm soát Thiệt hại (DODC) và Sadie Deever xem video về vụ việc của Kamala tại AvengerCon và đến New Jersey để tìm và bắt giữ cô. |                                         |                       |                                                                                          |                     |
| 2 | "Crushed / Tảo luyến"                   | Meera Menon           | Kate Gritmon                                                                             | 15 tháng 6 năm 2022 |
| Kamala bắt đầu học cách kiểm soát sức mạnh của mình với sự giúp đỡ của Bruno; sau đó suy luận rằng chiếc vòng đã kích hoạt sức mạnh của Kamala, đến từ bên trong cô ấy. Không hài lòng với sự lãnh đạo toàn nam giới trong Ban lãnh đạo Nhà thờ Hồi giáo của họ, Nakia Bahadir, bạn của Kamala, quyết định ứng cử. Kamala, Nakia và Bruno tham dự một bữa tiệc do Zoe tổ chức, nơi họ gặp Kamran, một học sinh cuối cấp người Anh gốc Pakistan mới ở trường. Bữa tiệc bị cảnh sát làm gián đoạn, nhưng Kamala vẫn kết bạn được với Kamran. Bruno trở nên thất vọng khi Kamala, say mê Kamran, chọn dành thời gian cho anh ta thay vì luyện tập. Sau khi nhìn thấy một người phụ nữ bí ẩn và bị đen mặt trong bữa tối gia đình, Kamala hỏi bà nội Sana và Muneeba về bà cố của Kamala là Aisha, chủ nhân ban đầu của chiếc vòng, nhưng cả hai đều gạt bỏ bà. Yusuf nói rằng Sana nhỏ lạc đường trong bạo loạn thời kỳ chia cắt Ấn Độ, nhưng đã có thể tìm thấy cha cô gần như bí ẩn. Sau khi hỏi Zoe về vị cứu tinh của cô tại AvengerCon, Cleary và Deever ra lệnh truy quét xung quanh khu vực ba bang, nhắm vào các cộng đồng Nam Á. Tại lễ kỷ niệm Eid al-Adha hàng năm, một cậu bé tên là Hameed trượt từ ban công và suýt ngã trước khi Kamala cứu cậu bằng năng lực của cô. Cô ấy chùn bước trong giây lát sau khi có một tầm nhìn khác về người phụ nữ. Các đặc vụ DODC do Deever dẫn đầu cố gắng bắt Kamala, nhưng Kamran đã giúp cô trốn thoát trong xe của anh ta. Sau đó, anh ấy giới thiệu Kamala với mẹ của anh ấy là Najma, người phụ nữ trong tầm nhìn của cô ấy. |                                         |                       |                                                                                          |                     |
| 3 | "Destined / Định mệnh"                  | Meera Menon           | Kịch bản : Freddy Syborn and A. C. Bradley & Matthew Chauncey Cốt truyện : Freddy Syborn | 22 tháng 6 năm 2022 |
| Najma giải thích rằng cô và Kamran là một phần của một nhóm sinh vật tăng cường được gọi là Clandestine hoặc Djinn, những người đã bị lưu đày khỏi chiều không gian Noor, và Aisha là một trong số họ. Cô ấy cũng tiết lộ rằng chiếc vòng có thể giúp họ quay trở lại, và yêu cầu sự giúp đỡ của Kamala. Kamala đồng ý, nhưng Bruno cảnh báo cô rằng du hành xuyên không gian có thể nguy hiểm, vì vậy cô yêu cầu Kamran thêm thời gian để đảm bảo rằng họ có thể làm điều đó một cách an toàn. Kamran đồng ý, nhưng Najma từ chối chờ đợi và quyết định buộc Kamala giúp họ. Anh trai của Kamala, Aamir kết hôn với vị hôn thê Tyesha, nhưng Kamran đã ập vào đám cưới để cảnh báo Kamala trước khi những Clandestine khác đến. Kamala, Bruno và Kamran bị khống chế bởi Clandestine trong khi Najma cố gắng sử dụng vòng đeo tay, thứ kích hoạt tầm nhìn của một đoàn tàu. Các đặc vụ DODC đến và bắt Clandestine, bao gồm cả Kamran. Khi Kamala và Bruno trốn thoát, Nakia thấy Kamala đang sử dụng sức mạnh của mình. Sana liên lạc với Kamala, tiết lộ rằng bà cũng nhìn thấy hình ảnh của đoàn tàu và khăng khăng rằng Kamala và Muneeba phải đến thăm bà ở Karachi. |                                         |                       |                                                                                          |                     |
| 4 | "Seeing Red / Đỏ mặt"                   | Sharmeen Obaid-Chinoy | Kịch bản : Sabir Pirzada and A. C. Bradley & Matthew Chauncey Cốt truyện : Sabir Pirzada | 29 tháng 6 năm 2022 |
| Kamala và Muneeba đến Karachi và đoàn tụ với Sana. Sana sau đó tiết lộ với Kamala rằng chiếc vòng đang cố gắng truyền tải một thông điệp thông qua hình ảnh của đoàn tàu. Ngày hôm sau, một Kamala đeo mặt nạ đến ga xe lửa để điều tra. Cô bị tấn công bởi một cảnh sát bí ẩn cầm dao găm đỏ, người này nhầm tưởng cô là một trong những người Clandestine. Người cảnh giác Kareem sau đó đưa Kamala trở lại nơi ẩn náu của Red Daggers, nơi Kamala biết được từ thủ lĩnh Waleed của họ rằng Clandestine đang cố gắng phá vỡ Tấm màn che của Noor, ngăn cách chiều không gian của Djinn với thế giới con người, để mở rộng và tiếp quản. Các Clandestine xoay sở để thoát khỏi nhà tù Supermax của DODC, nhưng Najma quyết định từ bỏ Kamran vì lựa chọn của anh trong việc giúp đỡ Kamala. Kamala bắt đầu luyện tập với Red Daggers để làm chủ sức mạnh của mình, nhưng họ bị các Clandestine làm gián đoạn. Một cuộc rượt đuổi xảy ra, và Waleed bị giết khi cố gắng bảo vệ Kamala và Kareem. Khi cả hai chống đỡ đám Clandestine và hai người trong số họ bị giết, Najma giáng một đòn vào vòng đeo tay của Kamala, khiến cô nhìn thấy đêm Chia cắt. |                                         |                       |                                                                                          |                     |
| 5 | "Time and Again / Thời gian và lần nữa" | Sharmeen Obaid-Chinoy | Fatimah Asghar                                                                           | 6 tháng 7 năm 2022  |
| Ở Ấn Độ năm 1942, Aisha ẩn náu trong một ngôi làng, nơi Hasan, một nhà hoạt động vì độc lập của Ấn Độ, cung cấp thức ăn và nơi ở cho cô. Họ yêu nhau và có một đứa con, Sana. Năm năm sau, Najma tìm thấy Aisha và ra lệnh cho cô lấy lại chiếc vòng. Aisha để lại nó với Sana và cố gắng chạy trốn đến quốc gia mới Pakistan với gia đình của cô ấy, nhưng Najma tìm thấy và đâm cô ấy. Hasan và Sana bị tách ra trong hỗn loạn. Kamala có thể tương tác với Aisha, người yêu cầu cô hướng dẫn Sana. Kết hợp hình chiếu của các ngôi sao dẫn Sana đến với cha cô, Kamala nhận ra rằng cô đã được định sẵn để đoàn tụ họ. Quay trở lại hiện tại, cô phát hiện ra rằng đòn tấn công của Najma đã mở ra Tấm màn của Noor, nhưng nó làm bốc hơi bất cứ ai tương tác với nó. Najma chuyển giao sức mạnh của mình cho Kamran trước khi hy sinh bản thân để đóng Tấm màn. Sana và Muneeba tìm thấy Kamala và sau này chấp nhận sức mạnh của con gái. Trong khi đó, Kamran tìm nơi ẩn náu với Bruno. Họ bị tấn công bởi một máy bay không người lái DODC; Kamran phá hủy nó, nhưng vụ nổ xảy ra sau đó đã xóa sổ cửa hàng bên dưới họ. |                                         |                       |                                                                                          |                     |
| 6 | "No Normal / Bất thường"                | Adil & Bilall         | Kịch bản : Will Dunn and A. C. Bradley & Matthew Chauncey Cốt truyện : Will Dunn         | 13 tháng 7 năm 2022 |
| Bruno và Kamran chạy trốn khỏi DODC, và Deever ra lệnh phong tỏa toàn thành phố để tìm họ. Kamala ngụy trang bằng một món quà từ mẹ cô và một chiếc mặt nạ do Bruno tạo ra, trước khi đoàn tụ với Bruno và Kamran. Với sự giúp đỡ từ Nakia, Aamir và Zimmer, nhóm đã ngăn chặn các đặc vụ DODC. Cleary ra lệnh rút lui, nhưng Deever phớt lờ anh ta và dẫn đầu một đội đặc vụ xông vào trường học nơi Kamala và bạn của cô đang ẩn náu. Các đặc vụ bắt tất cả mọi người ngoại trừ Kamala và Kamran, những người đối đầu với Deever. Cô tấn công anh ta, nhưng Kamala chiến đấu chống lại các đặc vụ và cho phép tất cả bạn bè của cô trốn thoát. Deever rút lui và sau đó được Cleary miễn nhiệm. Kamala trở thành một nhân vật được yêu mến trong cộng đồng của cô và lấy tên siêu anh hùng là "Ms. Marvel" sau khi cha cô giải thích rằng tên của cô có nghĩa là "marvel" (kỳ diệu). Kamran trốn đến Pakistan và gặp Kareem, theo sự sắp xếp của Kamala. Bruno sau đó nói với Kamala rằng cô sở hữu một đột biến gen mà những người còn lại trong gia đình cô không có. Trong cảnh mid-credit, chiếc vòng phát ra ánh sáng kỳ lạ và sau đó Kamala đổi chỗ cho Carol Danvers. |                                         |                       |                                                                                          |                     |

## Sản xuất

### Phát triển
Cố vấn Sáng tạo của Marvel Entertainment Joe Quesada cho biết vào tháng 9 năm 2016 rằng đã có kế hoạch khám phá nhân vật Kamala Khan / Ms. Marvel trên các phương tiện truyền thông khác sau thành công nhanh chóng bất thường và sự nổi tiếng của cô trong giới độc giả truyện tranh.  Chủ tịch Marvel Studios Kevin Feige cho biết vào tháng 5 năm 2018 rằng một dự án Vũ trụ Điện ảnh Marvel (MCU) dựa trên Kamala Khan đang "trong quá trình thực hiện" và sẽ theo sau việc phát hành bộ phim Captain Marvel (2019) do Khan lấy cảm hứng từ nhân vật chính của bộ phim đó là Carol Danvers. 
Đến tháng 8 năm 2019, Marvel Studios đã bắt đầu phát triển loạt phim truyền hình Ms. Marvel cho dịch vụ phát trực tuyến Disney+, với Bisha K. Ali được thuê làm biên kịch chính sau khi làm biên kịch cho loạt phim Loki. Ms. Marvel đã chính thức được công bố tại hội nghị D23 năm 2019. Vào tháng 9 năm 2020, Adil El Arbi và Bilall Fallah được thuê để đạo diễn hai tập của loạt phim, với Meera Menon được thuê để chỉ đạo một tập, và Sharmeen Obaid-Chinoy được thuê để chỉ đạo ba tập; Menon và Obaid-Chinoy cuối cùng chỉ đạo hai tập mỗi người.  Ali, El Arbi và Fallah đóng vai trò là nhà sản xuất điều hành của loạt phim và hợp tác chặt chẽ với Marvel Studios để phát triển nó, với người đồng sáng tạo Kamala Khan, Sana Amanat cũng là nhà sản xuất đồng điều hành. Feige, Louis D'Esposito , Victoria Alonso và Brad Winderbaum của Marvel Studios cũng đóng vai trò là giám đốc sản xuất. 

### Viết kịch bản
Ngoài Ali, các tác giả của bộ truyện còn có Kate Gritmon, Freddy Syborn, A. C. Bradley, Matthew Chauncey, Sabir Pirzada, Fatimah Asghar và Will Dunn. Bradley và Chauncey lần lượt là biên kịch chính, biên tập câu chuyện và viết kịch bản cho What If...?,  cùng với Bradley cũng là nhà sản xuất tư vấn về Ms. Marvel, trong khi Pirzada là nhà văn của Moon Knight. Ali tin rằng việc có Amanat làm nhà sản xuất điều hành cho bộ truyện cho phép họ "sống đúng với nhân vật" trong truyện tranh, đồng thời bổ sung "một cái gì đó mới, với sự tươi mới, sức sống và góc cạnh đương đại". Ali gọi thời gian làm việc với Loki là "sân tập tốt" để trở thành biên kịch trưởng của Marvel, tìm hiểu những quyền tự do sáng tạo nào mà Marvel Studios cho phép để mỗi loạt phim hoạt động trong phần riêng của MCU, trong khi vẫn bị giới hạn. bằng cách kể chuyện bao quát. 
Trong Ms. Marvel, Khan có được khả năng khai thác năng lượng vũ trụ và tạo ra các cấu trúc từ một chiếc vòng ma thuật, khác với khả năng biến hình mà cô ấy có trong truyện tranh. Feige giải thích rằng nguồn năng lực Inhuman của cô trong truyện tranh không "khớp" với dòng thời gian và các sự kiện của MCU, vì vậy sức mạnh của cô đã được điều chỉnh để liên quan đến di sản Pakistan của cô. Họ cũng được đưa đến gần hơn với sức mạnh vũ trụ của các anh hùng khác trong bộ phim The Marvels (2023), trong đó Vellani đóng vai chính. Feige nói thêm rằng "bàn tay và cánh tay khổng lồ" của nhân vật sẽ vẫn xuất hiện trong bộ truyện "trong tinh thần". Sự thay đổi về sức mạnh của Khan không phải là một phần trong kế hoạch ban đầu của Ali, Ali nói thêm rằng đây là một quyết định của "nhóm" để thay đổi chúng và lặp lại lời Feige khi nói rằng sự thay đổi đã được thực hiện để điều chỉnh nhân vật với những gì đã được thiết lập trong MCU.  Amanat và một người đồng sáng tạo khác của nhân vật, G. Willow Wilson, cả hai đều được tư vấn và ủng hộ sự thay đổi, với Amanat cảm thấy rằng thật "vui khi được trao cho Kamala các loại sức mạnh khác nhau, mang lại hiệu quả lớn trong phạm vi và điện ảnh. .. bản chất của những sức mạnh trong truyện tranh là ở đó, cả từ quan điểm ẩn dụ và từ quan điểm hình ảnh. " 
Ms. Marvel là một câu chuyện dành cho lứa tuổi mới lớn, với Amanat lưu ý rằng bộ truyện lấy cảm hứng từ truyện tranh của nhân vật, tạo ra phiên bản MCU của truyện tranh "sự khác biệt về phong cách và phong cách" và được "kể lại qua lăng kính trải nghiệm của Kamala và cô ấy trí tưởng tượng hoang dã". Cô cũng mô tả cuộc sống và thế giới của Khan là "đầy màu sắc tự nhiên" vì Thành phố Jersey là "một nơi khá điên rồ, sôi động và đa văn hóa". Carol Danvers là nguồn cảm hứng để Khan trở thành một anh hùng, sau khi chứng kiến cô ấy suýt đánh bại Thanos trong các sự kiện của Avengers: Endgame (2019). Amanat tin rằng điều quan trọng là phải kể một câu chuyện về những người hùng của bạn cho một người trẻ tuổi da màu và khám phá xem điều đó có tác dụng gì "Ali muốn kết hợp những phẩm chất "hay thay đổi và phép thuật" từ truyện tranh của Ms. Marvel với các bộ phim cấp ba của Mỹ, lấy cảm hứng từ các bộ phim của John Hughes và các bộ phim 10 Things I Hate About You (1999), Lady Bird (2017), Eighth Grade (2018) và Booksmart (2019), cũng như bộ phim MCU Spider-Man: Homecoming (2017). Nam diễn viên Bollywood Shah Rukh Khan cũng là nguồn cảm hứng cho bộ phim.

### Tuyển diễn viên
Vào tháng 9 năm 2020, diễn viên mới Iman Vellani được chọn vào vai chính Kamala Khan. Dì của cô đã chuyển cho cô một cuộc gọi tuyển vai cho vai diễn này, dẫn đến việc Vellani phải nộp một cuốn băng tự quay, trước khi được yêu cầu thử vai tại văn phòng của Marvel Studios ở Los Angeles, California. Cô ấy đã có một cuộc kiểm tra trực tiếp trên màn hình vào tháng 2 năm 2020, cũng như một cuộc kiểm tra ảo qua Zoom vào tháng 6 năm 2020 trước khi hoàn thành vai diễn. Những bức ảnh sau đó vào tháng 11 cho thấy Matt Lintz đã được chọn vào vai trong bộ phim. Tháng sau, Marvel xác nhận rằng Lintz đã được chọn, đóng vai Bruno Carrelli, cùng với Yasmeen Fletcher trong vai Nakia Bahadir; Zenobia Shroff trong vai Muneeba Khan; Mohan Kapur trong vai Yusuf Khan; Saagar Shaikh trong vai Aamir Khan;  Azhar Usman trong một vai trò không được tiết lộ;  Aramis Knight trong vai Kareem / Red Dagger; Rish Shah trong vai Kamran, nam chính của bộ truyện; Travina Springer trong vai Tyesha Hillman; Laith Nakli trong vai Sheikh Abdullah; và Nimra Bucha trong vai Najma. Người mới Laurel Marsden được chọn vào vai Zoe Zimmer vào tháng 2 năm 2021.
Cũng trong tháng 2 năm 2021, Alyy Khan và Alysia Reiner được tiết lộ cũng sẽ được chọn vào loạt phim, với Reiner thể hiện đặc vụ Sadie Deever của Cục Kiểm soát Thiệt hại (DODC). Fawad Khan tiết lộ rằng anh ấy là một phần của dàn diễn viên vào tháng 12 năm 2021, xuất hiện trong vai Hasan, và Mehwish Hayat được báo cáo một tháng sau đó cũng có một vai trong loạt phim. Vào tháng 3 năm 2022, Adaku Ononogbo được tiết lộ sẽ được chọn vào vai Fariha, trong khi Anjali Bhimani được tiết lộ là dì Ruby, một vai diễn định kỳ, sau khi xuất hiện trước đó trong loạt phim Runaways của Marvel Television. Vào tháng 5 năm 2022, Arian Moayed được tiết lộ sẽ tham gia loạt phim,  đảm nhận vai đặc vụ DODC P. Cleary trong Spider-Man: No Way Home (2021). Cuối tháng đó, Farhan Akhtar được tiết lộ sẽ xuất hiện trong một vai khách mời không được tiết lộ, trong khi Asfandyar Khan cũng được tiết lộ là một phần của dàn diễn viên trong một vai trò không được tiết lộ. Vào tháng 6, Jordan Firstmanđã được tiết lộ là đã được chọn vào vai Gabe Wilson, được đặt tên như một sự tôn kính đối với G. Willow Wilson,  trong khi Ali Alsaleh, Samina Ahmad và Vardah Aziz cũng được tiết lộ là đã được chọn vào các vai không được tiết lộ.

### Thiết kế trang phục
Arjun Bhasin là nhà thiết kế trang phục cho loạt phim. Trang phục Ms. Marvel của Khan được lấy cảm hứng từ burkini và shalwar kameez, với những "chi tiết văn hóa" tinh tế trong vải. Amanat ghi nhận Bhasin vì đã kết hợp "họa tiết mát mẻ" để làm cho trang phục mang cảm giác Nam Á "một cách rất tinh tế", và lưu ý rằng tia chớp trên trang phục đã được cập nhật từ phiên bản truyện tranh của trang phục. Christopher Glass là nhà thiết kế sản xuất.  

### Quay phim
El Arbi và Fallah, Menon, và Obaid-Chinoy, đạo diễn loạt phim. Quá trình quay bắt đầu vào đầu tháng 11 năm 2020 tại Trilith Studios ở Atlanta, Georgia, với việc quay phim bổ sung tại Blackhall Studios và Areu Brothers Studios. Bộ phim được quay với tựa đề là Jersey . Robrecht Heyvaert từng là nhà quay phim cho El Arbi và Fallah, cùng với nhà quay phim Carmen Cabana cho Menon, và Jules O'Loughlin là nhà quay phim cho Obaid-Chinoy. 
Các phân cảnh hoạt hình không được viết kịch bản, với El Arbi và Fallah quan niệm chúng như một cách "để vào trong đầu Kamala Khan và nắm bắt thế giới trong mơ và thế giới tưởng tượng của cô ấy",  và để người xem nhìn thế giới "qua đôi mắt của cô ấy".  Những khoảnh khắc này là cách để chuyển sự sống động mà các đạo diễn yêu thích từ truyện tranh sang loạt phim và được lấy cảm hứng từ bộ phim hoạt hình Spider-Man: Into the Spider-Verse (2018).  Việc tích hợp các yếu tố hoạt hình đã tốn rất nhiều kế hoạch trong quá trình tiền sản xuất và không cho phép các đạo diễn có khả năng ứng biến cách quay các cảnh đó.  El Arbi lưu ý rằng các đạo diễn khác cũng thích sử dụng chúng cho các tập phim của họ. Bộ đôi cũng lấy cảm hứng từ Spike Lee và biến New Jersey trở thành một nhân vật trong bộ truyện giống như Lee làm với Thành phố New York trong các bộ phim của anh ấy, Steven Spielberg, anime (đặc biệt về hiệu ứng hình ảnh),  John Hughes's phim, phim Booksmart và Scott Pilgrim vs. the World (2010), phim truyền hình đầu thập niên 1990 Parker Lewis Can't Lose and Saved by the Bell, Adrian Alphona và Jamie McKelvie nghệ thuật từ truyện tranh Ms. Marvel . El Arbi và Fallah kết thúc các tập của họ vào ngày 5 tháng 3 năm 2021. 
Quá trình quay phim cấp hai diễn ra ở Hudson County, New Jersey , từ tháng Ba đến đầu tháng Tư. Vellani và Shah tiếp tục quay các cảnh ở Atlanta đến cuối tháng 4 và đầu tháng 5. Obaid-Chinoy bắt đầu quay tập thứ tư và thứ năm tại Thái Lan vào ngày 23 tháng 3, đặc biệt là ở Bangkok và tại các cơ sở của Studio Park. Với các giao thức COVID-19 nghiêm ngặt của loạt phim, Marvel đã có thể nhận được sự miễn trừ từ chính phủ Thái Lan để tiếp tục quay phim tại quốc gia này trong suốt tháng 4 và tháng 5 năm 2021 bất chấp các hạn chế mới được đưa ra vào tháng 4.đã đình chỉ các sản phẩm điện ảnh và truyền hình khác. Dàn diễn viên và phi hành đoàn gồm 450 người được chia thành ba bong bóng để tiếp tục sản xuất nếu kết quả xét nghiệm dương tính với một trong các bong bóng. Quá trình quay phim cho loạt phim này kết thúc tại Thái Lan vào đầu tháng 5 năm 2021. Reshoots, với sự chỉ đạo của Obaid-Chinoy, diễn ra vào cuối tháng 1 năm 2022.

### Hậu kỳ
Hiệu ứng hình ảnh cho loạt phim được tạo bởi Digital Domain, Framestore, FuseFX, Method Studios, RISE, SSVFX, Trixter và Perception. 

### Âm nhạc
Vào tháng 5 năm 2022, Laura Karpman được tiết lộ là người đã soạn nhạc cho bộ truyện, sau khi trước đó đã sáng tác cho What If...? và được thuê để ghi bàn cho The Marvels. Karpman cho biết cô đắm mình trong "di sản âm nhạc phong phú" của Khan. Bộ truyện có một số bài hát hiện có, Ali tin rằng âm nhạc là "một phần không thể thiếu" trong việc chuyển thể nhân vật lên màn ảnh, và ghi nhận Amanat là người có tầm nhìn sâu sắc về những bài hát nào là cần thiết và nên được sử dụng. Amanat gọi Ms. Marvel là một "nền tảng tuyệt vời" để giới thiệu âm nhạc Nam Á, với các lựa chọn là sự "pha trộn" nhiều trong cách tính cách của nhân vật Khan. Karpman 'Marvel Music và Hollywood Records trong hai tập: âm nhạc của ba tập đầu tiên sẽ được phát hành vào ngày 22 tháng 6 năm 2022 và âm nhạc của ba tập cuối sẽ được phát hành vào ngày 13 tháng 7. Chủ đề chính của bộ truyện, "Ms. Marvel Suite", được phát hành dưới dạng đĩa đơn vào ngày 7 tháng 6.

## Tiếp thị
Cái nhìn đầu tiên về loạt phim với những cảnh quay ban đầu, những lời chứng thực về tác động của nhân vật và các clip về buổi thử vai của Vellani đã được chiếu tại Ngày đầu tư của Disney vào tháng 12 năm 2020. Josh Weiss tại Syfy Wire gọi đó là "hoàn toàn vô giá" khi nhìn thấy chính xác khoảnh khắc Vellani biết rằng cô ấy đã được chọn vào vai Khan.  Các cảnh quay bổ sung được chiếu trong Disney + Day vào ngày 12 tháng 11 năm 2021. 
Đoạn giới thiệu đầu tiên của bộ truyện được phát hành vào ngày 15 tháng 3 năm 2022. Nhiều nhà bình luận ghi nhận sự thay đổi về sức mạnh của Khan trong truyện tranh (trong đó cô có khả năng thay đổi hình dạng) để có thể khai thác năng lượng vũ trụ và hình thành các công trình bằng phép thuật vòng đeo tay, được cho là giống với Nega-Bands trong truyện tranh. Linda Codega tại Gizmodo cho biết đoạn giới thiệu "đáng yêu, vui nhộn và thú vị như truyện tranh [, đầy đủ] những quyết định hoàn toàn xuất sắc của đạo diễn" và bộ truyện trông giống như "một bản kết hợp hoàn hảo giữa Scott Pilgrim vs. The World và Sky High”. Gabrielle Sanchez của The AV Club cho biết đoạn giới thiệu cung cấp "một hướng dẫn minh họa về Kamala Khan". Cảnh cuối cùng của đoạn giới thiệu, cũng như áp phích quảng cáo cũng được phát hành cho bộ truyện, bày tỏ lòng kính trọng đối với trang bìa của Ms. Marvel (2014) #5. 
A Fan's Guide to Ms. Marvel, một phim tài liệu ngắn giới thiệu cái nhìn độc quyền về quá trình sản xuất loạt phim và các cuộc phỏng vấn từ đội ngũ làm phim và Vellani, được phát hành trên Disney+ vào ngày 1 tháng 6 năm 2022. Vào tháng 1 năm 2021, Marvel đã công bố chương trình "Marvel Must Haves" của họ, trong đó tiết lộ đồ chơi, trò chơi, sách, quần áo mới, đồ trang trí nhà cửa và các hàng hóa khác liên quan đến mỗi tập của Ms. Marvel sau khi một tập phát hành, bắt đầu vào ngày 7 tháng 6 năm 2022. Một mã QR được đưa vào trong tập đầu tiên liên kết người xem với một trang web để truy cập truyện tranh kỹ thuật số miễn phí của Ms. Marvel (2014) #1, sau một chương trình tương tự với Moon Knight.

## Phát hành
Ms. Marvel ra mắt trên Disney+ vào ngày 8 tháng 6 năm 2022,  và sẽ gồm sáu tập, phát hành hàng tuần cho đến ngày 13 tháng 7. Buổi ra mắt trên thảm đỏ diễn ra vào ngày 2 tháng 6 tại Nhà hát El Capitan ở Los Angeles. Ban đầu bộ phim được lên kế hoạch ra mắt vào cuối năm 2021, nhưng sau thông báo về việc Hawkeye công chiếu vào cuối tháng 11 năm 2021, Aaron Couch của The Hollywood Reporter nói rằng "không rõ" nếu Marvel vẫn sẽ phát hành trong 2021, cho Hawkeyevẫn sẽ được phát hành vào tháng 12 và "không có khả năng" hai loạt phim của Marvel Studios sẽ phát hành cùng một lúc. Vào tháng 8 năm 2021, Matt Webb Mitovich của TVLine cảm thấy "rất an toàn khi cho rằng" Ms. Marvel sẽ công chiếu vào đầu năm 2022, và xác nhận vào tháng sau sẽ chuyển sang năm 2022. Vào tháng 11 Năm 2021, bộ phim đã được xác nhận sẽ phát hành vào giữa năm 2022,  với buổi công chiếu tháng 6 năm 2022 được xác nhận vào tháng 3 năm 2022. Ms. Marvel là một phần của Giai đoạn Bốn của MCU. 
Loạt phim sẽ được phát hành tại rạp gồm ba phần trên khắp Pakistan thông qua nhà cấp phép HKC Entertainment, do Disney+ chưa có mặt tại quốc gia này vào thời điểm đó. Hai tập đầu tiên sẽ phát hành vào ngày 16 tháng 6 năm 2022, tiếp theo là tập thứ ba và thứ tư vào ngày 30 tháng 6, và hai tập cuối vào ngày 14 tháng 7.

## Đón nhận
Trang web tổng hợp phê bình Rotten Tomatoes báo cáo đánh giá phê duyệt 96% với điểm đánh giá trung bình là 8.15 / 10, dựa trên 171 bài phê bình. Sự đồng thuận của các nhà phê bình trên trang web cho biết," Ms. Marvel là một sự bổ sung thực sự mới mẻ cho MCU — cả về mặt phong cách và nội dung — với Iman Vellani luôn thúc đẩy quá trình tố tụng với sức hút siêu lớn của cô ấy." Metacritic, sử dụng mức trung bình có trọng số, đã ấn định số điểm là 78/100 dựa trên 23 nhà phê bình, cho thấy "các bài đánh giá thường có lợi". 
Hai tập đầu tiên được trao cho các nhà phê bình để đánh giá loạt phim trước khi công chiếu, với Destiny Jackson tại Empire cảm thấy rằng loạt phim có thể cân bằng những khoảnh khắc hài hước và kịch tính, với "trò đùa hình ảnh dí dỏm và hài hước đầy đủ, ấm áp, những nhân vật đáng yêu ngay lập tức", đồng thời nói thêm rằng Ms. Marvel đã" tiếp nhận một cách chân thực nền văn hóa Pakistan-Mỹ; [...] chương trình dành sự quan tâm đáng ngưỡng mộ trong việc giải thích các nghi lễ và thực tế của cuộc sống như một người Hồi giáo hiện đại ".  Viết cho Rolling Stone , Alan Sepinwall nhận xét rằng các cảnh siêu anh hùng "hiếm khi nhiều hơn chức năng" và thiếu năng lượng so với những cảnh cá nhân hơn, chẳng hạn như cảnh Kamala "tranh luận với cha mẹ, cô ấy và Nakia phản đối điều kiện của các khu vực phân biệt giới tính của nhà thờ Hồi giáo, hoặc cô ấy. và ... Kamran tán tỉnh trong khi thảo luận về những bộ phim Bollywood yêu thích của họ ". Caroline Framke của tạp chí Variety cảm thấy Ms. Marvel đã đột phá "phong cách gia đình điển hình của Marvel" với việc sử dụng hoạt họa xuyên suốt để truyền tải những suy nghĩ và giấc mơ ban ngày của Khan, gọi đó là "phép thuật động học hữu hình" và ví nó với bộ phim hoạt hình Spider -Man: Into the Spider-Verse. Nhà hoạt động Malala Yousafzai ca ngợi loạt phim vì đã phản ánh cuộc sống người Pakistan, và "bị ấn tượng bởi cuộc sống của Kamala Khan dường như quen thuộc với tôi như thế nào", nói rằng loạt phim này "dành cho các bạn trẻ tìm thấy vị trí của họ trên thế giới". 
Vai diễn Kamala Khan của Vellani đã nhận được nhiều lời khen ngợi. Emma Fraser của IGN đã so sánh cô ấy với Hailee Steinfeld trong vai Kate Bishop trong Hawkeye, với Kathryn Porter of Paste thêm rằng Vellani "tỏa sáng" trong vai diễn và rằng "không có cách nào để giải thích cô ấy tuyệt vời như thế nào trong điều này ngoài việc nói rằng cô ấy là hiện thân của tinh thần thực sự của Kamala Khan". Mohammad Zaheer tại BBC Culture gọi Vellani là "một người có sức hút đáng yêu" trong vai trò "được thiết kế riêng cho cô ấy", ví cô ấy với Robert Downey Jr. trong vai Tony Stark và Emma Watson trong vai Hermione Granger từ loạt phim Thế giới phù thủy. 
Những thay đổi đối với sức mạnh của Khan từ truyện tranh cũng được làm nổi bật, với một số nhà phê bình nhận xét về mối liên hệ cá nhân hơn của nguyên tác mới. Ngược lại, Sepinwall gọi những khả năng này là "chung chung" hơn so với sức mạnh truyện tranh. Charles Pulliam-Moore tại The Verge đã viết rằng khả năng live-action "chỉ có thể gần đúng với những khía cạnh hào nhoáng của những gì ban đầu là một phép ẩn dụ sắc thái trong truyện tranh. [...] Nhưng chương trình gần như không diễn ra xa hơn với anh hùng của nó về việc sử dụng sự tự phụ của mình để khám phá những ý tưởng như phân biệt chủng tộc trong nội bộ hoặc áp lực các tiêu chuẩn vẻ đẹp phương Tây (đọc là: da trắng) đặt lên người da màu". G. Willow Wilson, một trong những người tạo ra nhân vật, trước đây đã mô tả rằng trong quá trình phát triển sức mạnh của Khan, người ta đã chọn không trao cho cô ấy "sức mạnh lấp lánh, vẫy tay, nổi, xinh đẹp", mà Porter cảm thấy là "một trong những những điều quan trọng nhất về cô ấy trong truyện tranh, và mất đi điều đó để có lợi cho sức mạnh, trên thực tế, lấp lánh, vẫy tay y, nổi và xinh đẹp thực sự là điều đáng tiếc ". 
Sau khi phát hành tập đầu tiên, bộ truyện đã được đánh giá cao trên IMDb với lượng xếp hạng 1 sao cao ngất ngưởng. Nhiều bài đánh giá cũng được đăng tải với một số người đánh giá không thích các khía cạnh thân thiện với gia đình của bộ truyện hoặc sự thay đổi sức mạnh của Khan, trong khi những người khác gọi bộ truyện là "thức giấc", đề cập đến Captain Marvel. 

## Tương lai
Trong thông báo chính thức của loạt phim tại D23, Feige tuyên bố rằng sau khi giới thiệu Ms. Marvel trong loạt phim, nhân vật sẽ chuyển sang các phim MCU, mà anh ấy đã nhắc lại vào tháng 11 năm 2019. Trước đó, ngôi sao Captain Marvel Brie Larson bày tỏ sự quan tâm đến việc đưa Ms. Marvel vào phần tiếp theo của bộ phim đó, và Vellani đã được xác nhận sẽ xuất hiện trong phần tiếp theo của Captain Marvel, The Marvels, vào tháng 12 năm 2020. Vào tháng 2 năm 2021, Feige tiết lộ rằng Ms Marvel sẽ thành lập The Marvels. Ngoài ra, Shaikh, Shroff và Kapur đóng lại vai trò tương ứng của họ với tư cách là thành viên gia đình của Khan trong The Marvels .